# Kékkút
Kékkút község Veszprém vármegyében, a Tapolcai járásban. 368 hektáros kiterjedésével a megye hatodik legkisebb közigazgatási területű települése. Korábban – Szent István király korától egészen az 1950-es megyerendezésig – Zala vármegyéhez tartozott.

## Fekvése
A Káli-medence a Balaton-felvidék mediterrán jellegű, méltán népszerű vidéke. A változatos formájú hegyek által körbevett központi medence tőzeges láprétjének délnyugati részén találjuk Kékkút települést.
Salföldtől ~3 kilométerre, Káptalantótitól ~5 kilométerre, Kővágóörstől mintegy ~4 kilométerre található. A vármegye legkisebb falvai közé tartozik, ma körülbelül nyolcvan lakosa van. Belterülete csak a 73 133-as számú mellékúton érhető el, amely a falu nyugati határszélén ágazik ki a 7346-os útból és Kővágóörsön ér véget, a 7314-es útba csatlakozva.

## Nevének eredete
Régészeti leletek szerint erre vezetett a rómaiak Itáliából, Aquincumba vezető útja. A legenda szerint az itt feltörő savanyúvízforrás Theodóra bizánci császárné kedvenc itala volt. A Kékkút (Kőkút) elnevezés ebből ered, vagyis kővel kirakott forrásra, kútra utal. A kisközség ásványvízével vált világhírűvé, melyet az ország minden részébe és külföldre is szállítanak. Az úgynevezett földes, meszes gyógyvíz többféle betegség gyógyítására alkalmas.

## Története
Kékkút vidéke már a római korban lakott volt, ezt igazolja, hogy a községtől északkeletre római telephelyet tártak fel; emellett felszínre kerültek egy ókeresztény bazilika jellegű templom és egy villa romjai is. A lelőhely-együttes leghíresebb lelete két olyan, Krisztus-monogramos tégla, amelyek kialakítása nélkülöz minden ismert európai párhuzamot. Az itteni ásványvízforrástól nem messze találtak egy nimfáknak szentelt római oltárkövet is.
Az avar korban ugyancsak éltek ezen a helyen emberek, erről tanúskodik az itt feltárt egykori temető gazdag leletállománya.
A honfoglalás korában Kál horka szállásterülete volt itt, akinek fia Bulcsú vezér volt.
A település legrégebbi ismert okleveles említése 1338-ból származik, akkor Kőkút formában került említésre, mint az Atyus nembeli Sal comes birtoka. Később birtokos volt itt a fehérvári őrkanonok, az Esterházy család, a 18-19. században pedig a piarista rend.
A török hódoltság időszakában a település többször is elnéptelenedett, de hosszabb-rövidebb idő elteltével mindig visszatelepült. Elhelyezkedése sem sokat változott az idők során: jelenkori temploma ma is a középkorban ugyanitt létezett templom helyén magasodik.
A 18. század végén a község területének akkori birtokosai, a termőterületek növelésének céljából csatornákat ásattak, hogy az akkoriban itt elterülő, összességében három falu határára kiterjedő, gyakorta vízzel borított réteket lecsapolhassák. Abban az időszakban a népesség jelentős hányada élt szőlőművelésből, a fennmaradó lakosok számára fő megélhetési forrást az állattenyésztés adta.
A településen áthaladó, Fülöptől a bácsi szőlőhegyig 4715 öl hosszan húzódó útját megemlíti Zala vármegye 1831-es útkönyve is.
Népi építészeti emlékeire mindenütt a hagyományokban gyökerező formák felbukkanása jellemző. A templomkertben olvasható falutörténeti ismertető szerint az ősi egyszerűséghez való ragaszkodás lehet az oka annak is, hogy a településen mindmáig megmaradt egy, a sajátos megjelenésű kékkúti házak közül is kirívó, még a 18. század végén épült, elölkamrás – ily módon pedig az egész Dunántúlon ritkaságszámba menő – parasztház, amely ráadásul skanzenszerűen látogatható is.
A hagyományos gazdálkodási formák 20. században megtapasztalt felbomlása e községben is az 1959-es TSZ-szervezéssel vált véglegessé és visszafordíthatatlanná. Az ezt követő időszak intenzív népességcsökkenést eredményezett, aminek sem a környékbeli bányák által kínált munkalehetőségek, sem a már a két világháború között is működő ásványvíz-palackozó üzem kisebb-nagyobb fejlesztései nem tudtak gátat vetni.

## Közélete

### Polgármesterei
- 1990–1994: Pék László (FKgP helyi szervezete)[5]
- 1994–1998: Pék László (független)[6]
- 1998–2002: Pék László (független)[7]
- 2003–2006: Dr. Jancsó Gábor (független)[8]
- 2007–2010: Pék László (független)[9]
- 2010–2014: Pék László (független)[10]
- 2014–2018: Pék László (független)[11]
- 2018–2019: Kardosné Csaba Gyöngyi (független)[12][13]
- 2019–2024: Kardosné Csaba Gyöngyi (független)[14]
- 2024– : Kardosné Csaba Gyöngyi (független)[1]

A településen a 2002. október 20-án megtartott önkormányzati választás után, a polgármester-választás tekintetében nem lehetett eredményt hirdetni, szavazategyenlőség miatt. Aznap a 68 szavazásra jogosult lakos közül 64 fő járult az urnákhoz, ketten érvénytelen szavazatot adtak le, az érvényes szavazatok pedig épp fele-fele arányban oszlottak meg a két, független jelölt, dr. Jancsó Gábor és Kardosné Csaba Gyöngyi között. Az emiatt szükségessé vált időközi polgármester-választást 2003. május 11-én tartották meg, három jelölt részvételével. A pozícióról ezúttal is csak egyetlen szavazatnyi különbség döntött, de dr. Jancsó Gábort nem Kardosné szorította meg (ő messze lemaradva csak harmadik lett), hanem egy új aspiráns, id. Vásáros István, az immár 103 érvényes szavazatból 45:44 szavazati aránnyal.
A 2002-es évihez hasonló okból nem zárult eredményesen a 2006. október 1-ji polgármester-választás sem, mert megint szavazategyenlőség alakult ki az első helyen. Ezúttal három független jelölt indult a polgármesteri posztért, a 95 szavazásra jogosult lakos közül 84 fő járult az urnákhoz, ismét ketten adtak le érvénytelen szavazatot, az érvényes szavazatokból pedig egyaránt 37-37 esett Pék László egykori (2002 előtti) polgármesterre és Dombi Jenőre. Az eredménytelenség miatt szükségessé vált időközi választást 2007. január 7-én tartották meg, nagyobb választói aktivitás mellett, ami Pék Lászlónak kedvezett jobban.
2018. július 1-jén pedig azért kellett ismét időközi polgármester-választást tartani, mert a korábbi településvezető, egészségének megromlása miatt leköszönt posztjáról (a Nemzeti Választási Iroda hivatalos, de ennél jóval homályosabb megfogalmazása szerint „[a korábbi választáson győztes polgármester] megválasztásához szükséges feltételek már nem állnak fenn”).

## Népesség
A település népességének változása:
| Lakosok száma | 81   | 76   | 72   | 54   | 55   | 52   | 48   |
|               | 2013 | 2014 | 2015 | 2021 | 2022 | 2023 | 2024 |

A 2011-es népszámlálás során a lakosok 85,1%-a magyarnak mondta magát (14,9% nem nyilatkozott). A vallási megoszlás a következő volt: római katolikus 55,4%, református 2,7% felekezeten kívüli 5,4% (33,8% nem nyilatkozott).
2022-ben a lakosság 89,1%-a vallotta magát magyarnak, 3,6% németnek (10,9% nem nyilatkozott; a kettős identitások miatt a végösszeg nagyobb lehet 100%-nál). Vallásuk szerint 27,3% volt római katolikus, 5,5% református, 9,1% felekezeten kívüli (58,2% nem válaszolt).

## Nevezetességei
- Kékkúton találjuk a Káli-medence legrégibb, az egész Dunántúlon egyedülállóan érdekes, 18. században épített eredetileg zsúpfedeles, szabadkéményes népi műemlék lakóházát.
- A község római katolikus temploma a középkori templom alapjaira épült 1716-ban, mai későbarokk formáját 1760-ban nyerte el, műemléki védelem alatt áll.[21] Szent Dömötör vértanúról nevezték el, 2018-ban felújították.[22]
- A Hősök emlékműve Veszprémi Imre Munkácsy Mihály-díjas szobrász alkotása, amelyet 1999-ben állítottak fel a templom mellett a falu világháborús áldozatainak emlékére.[23][24]

### Falunap
- Káli Napok kulturális rendezvény: július közepén.

## Régi mondások, falucsúfolók a településről
- Kékkút, hunnan minden jegyző kifut. [A mondás eredete nem ismert.][25]

## Képgaléria

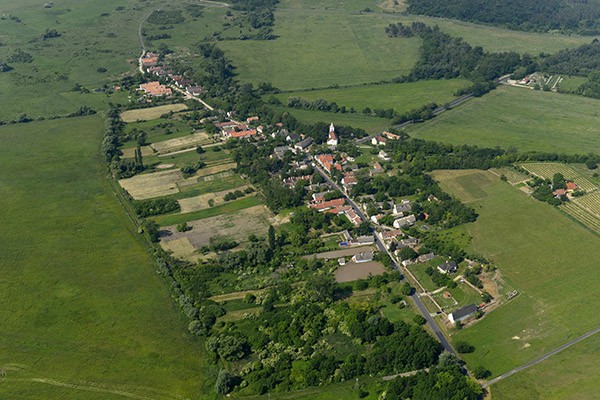
A község légi fotón
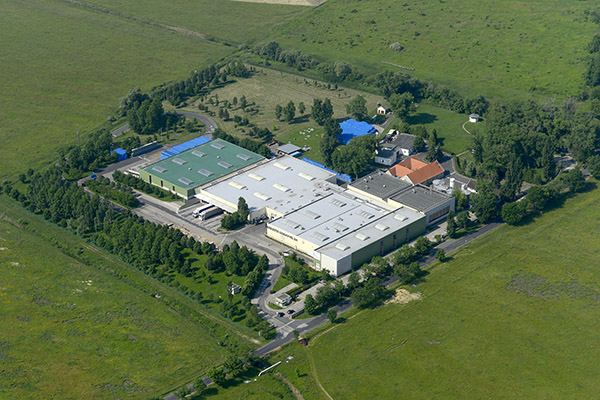
A Kékkúti Ásványvíz Zrt. a levegőből
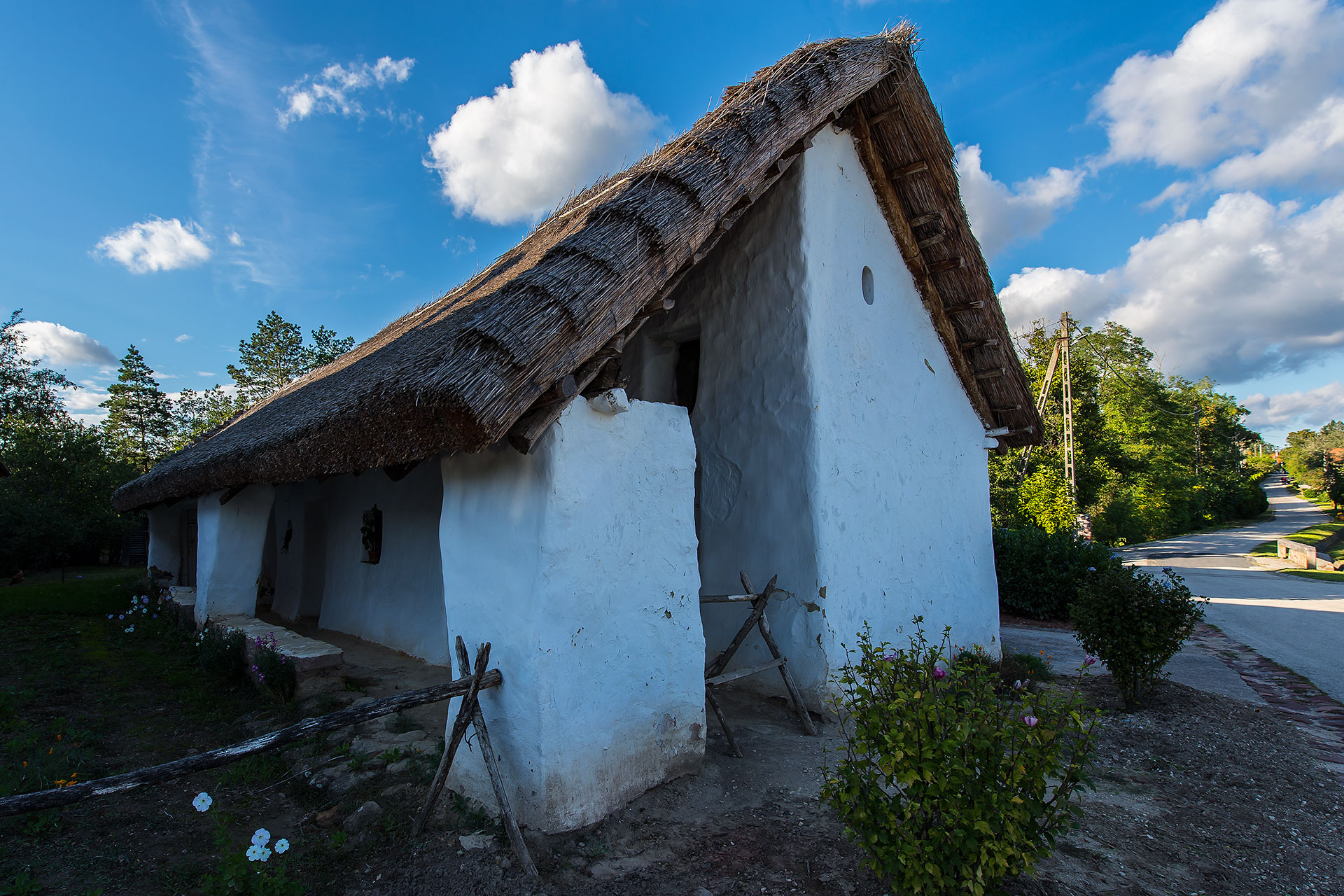
A ma tájházként működő 18. századi népi műemlék lakóház
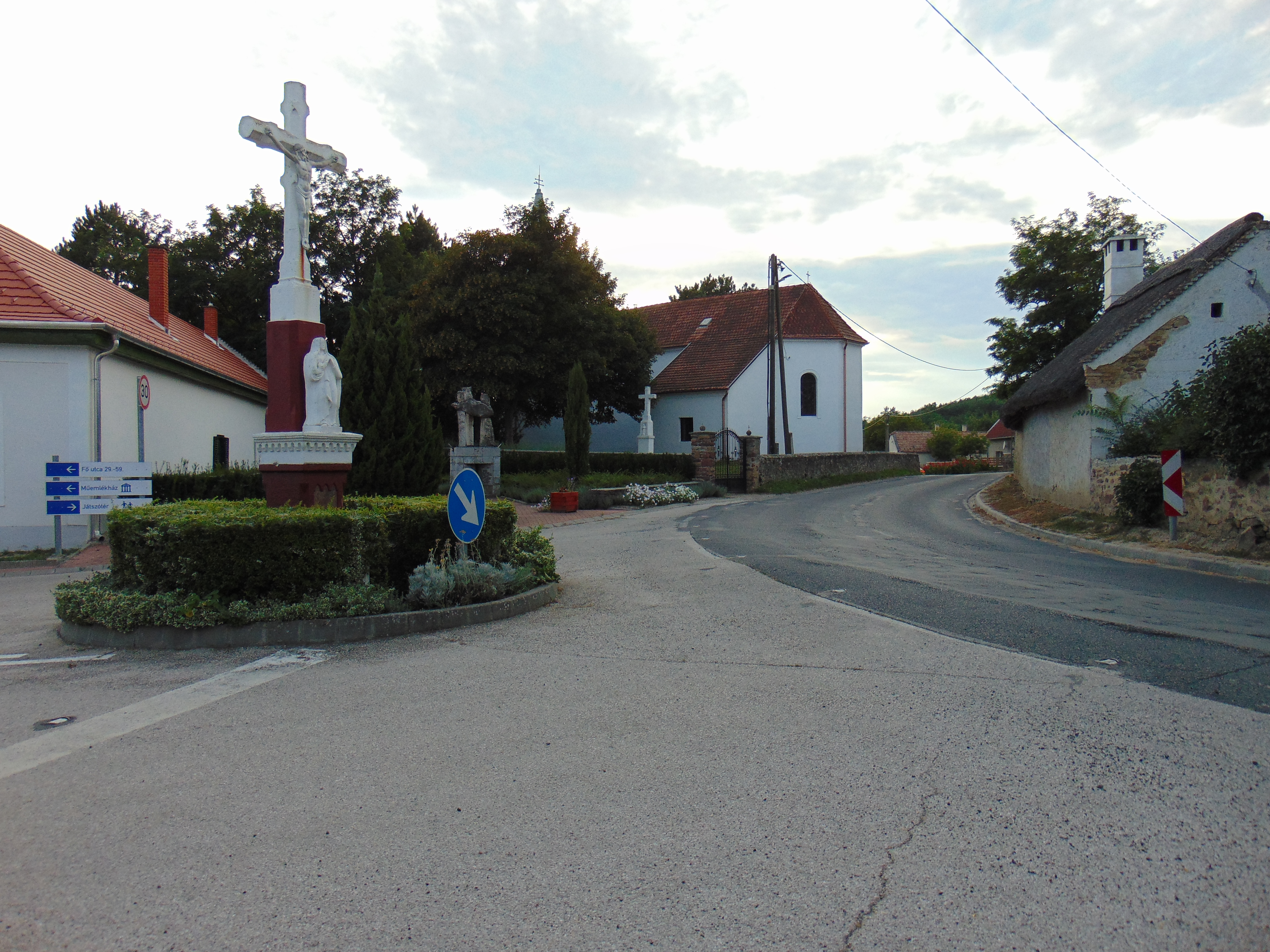
Kékkút központja a rajta átvezető 73 133-as úttal
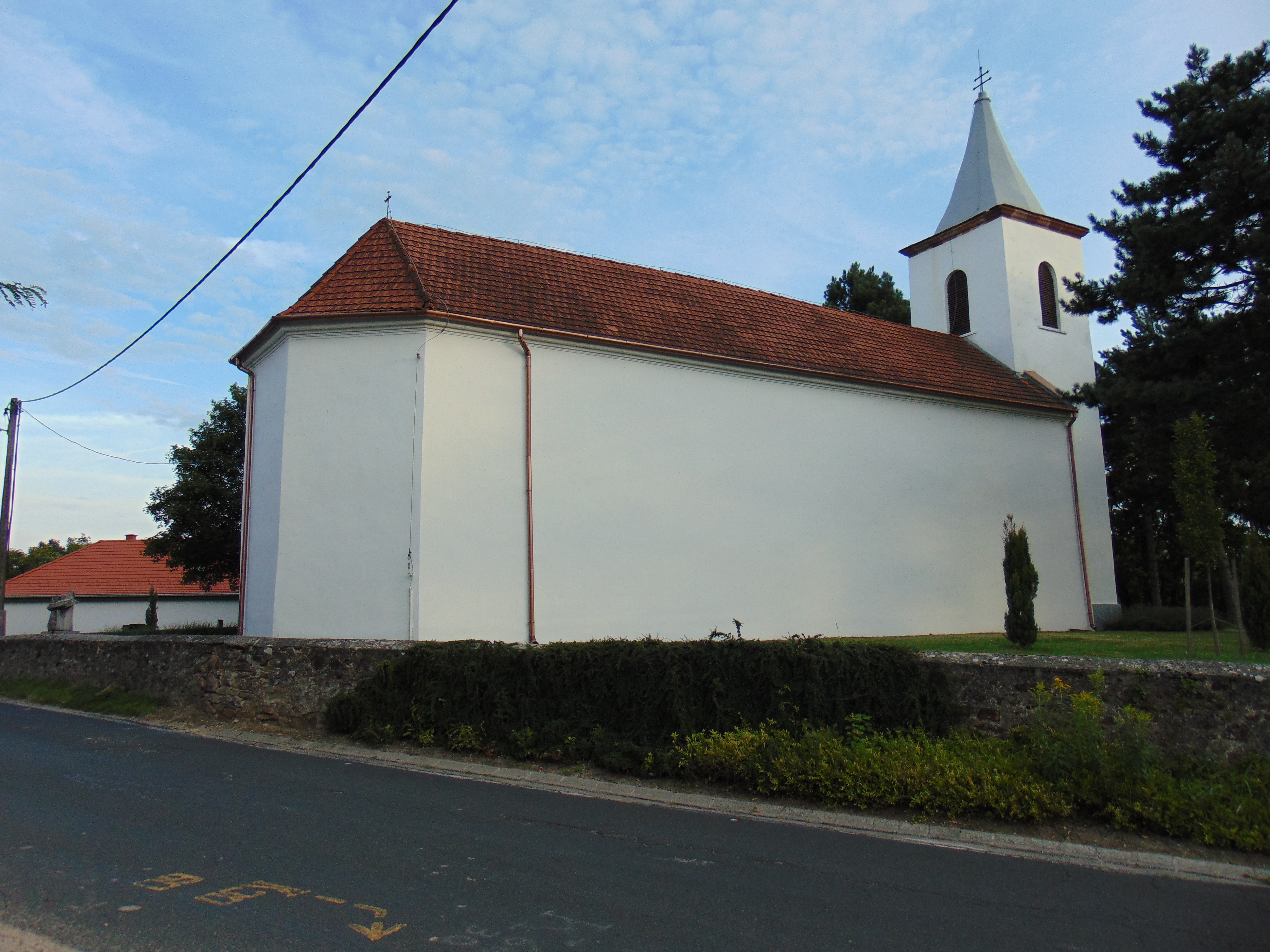
A templom észak felől nézve
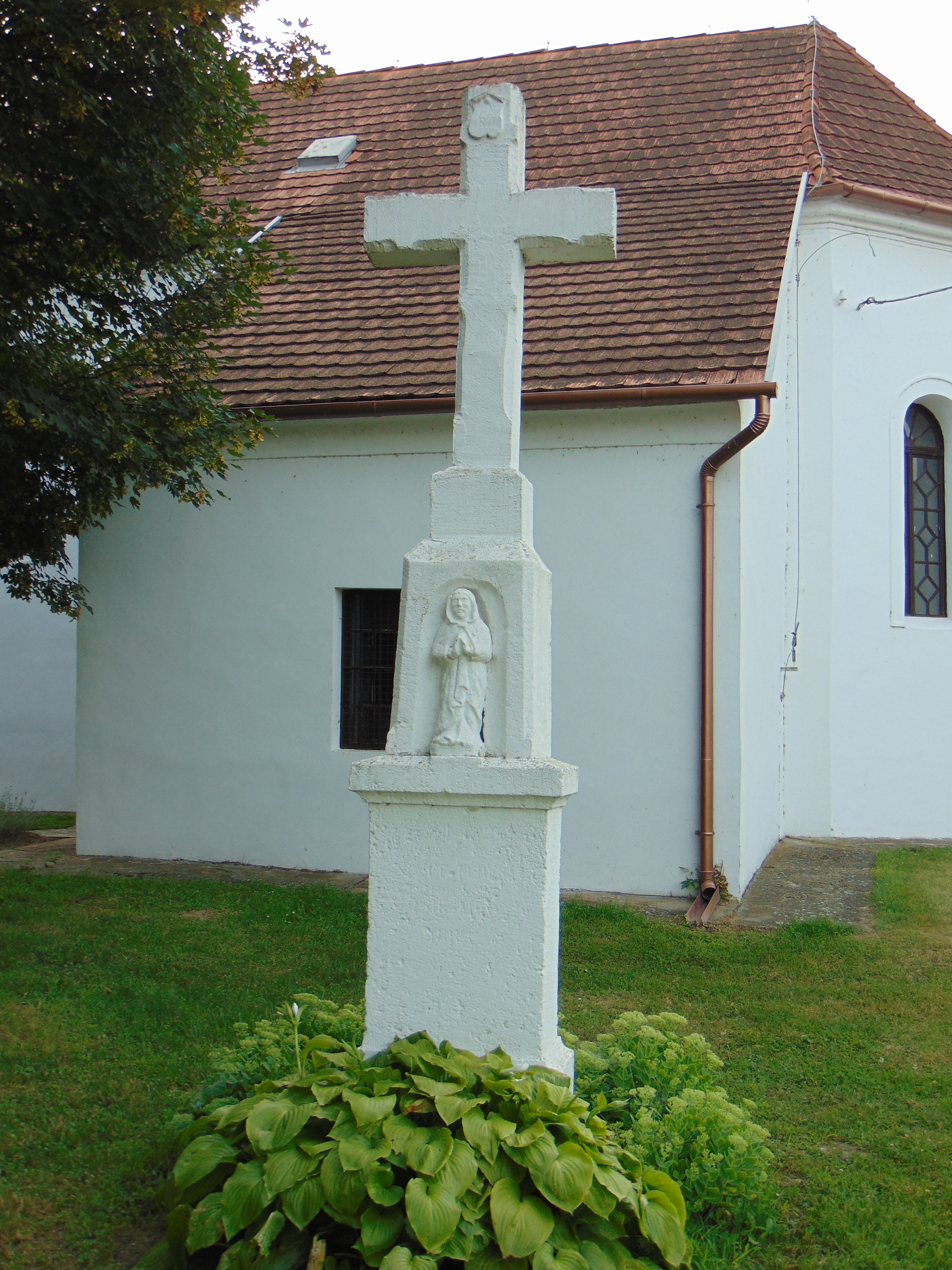
Figurás kőkereszt a falu központjában
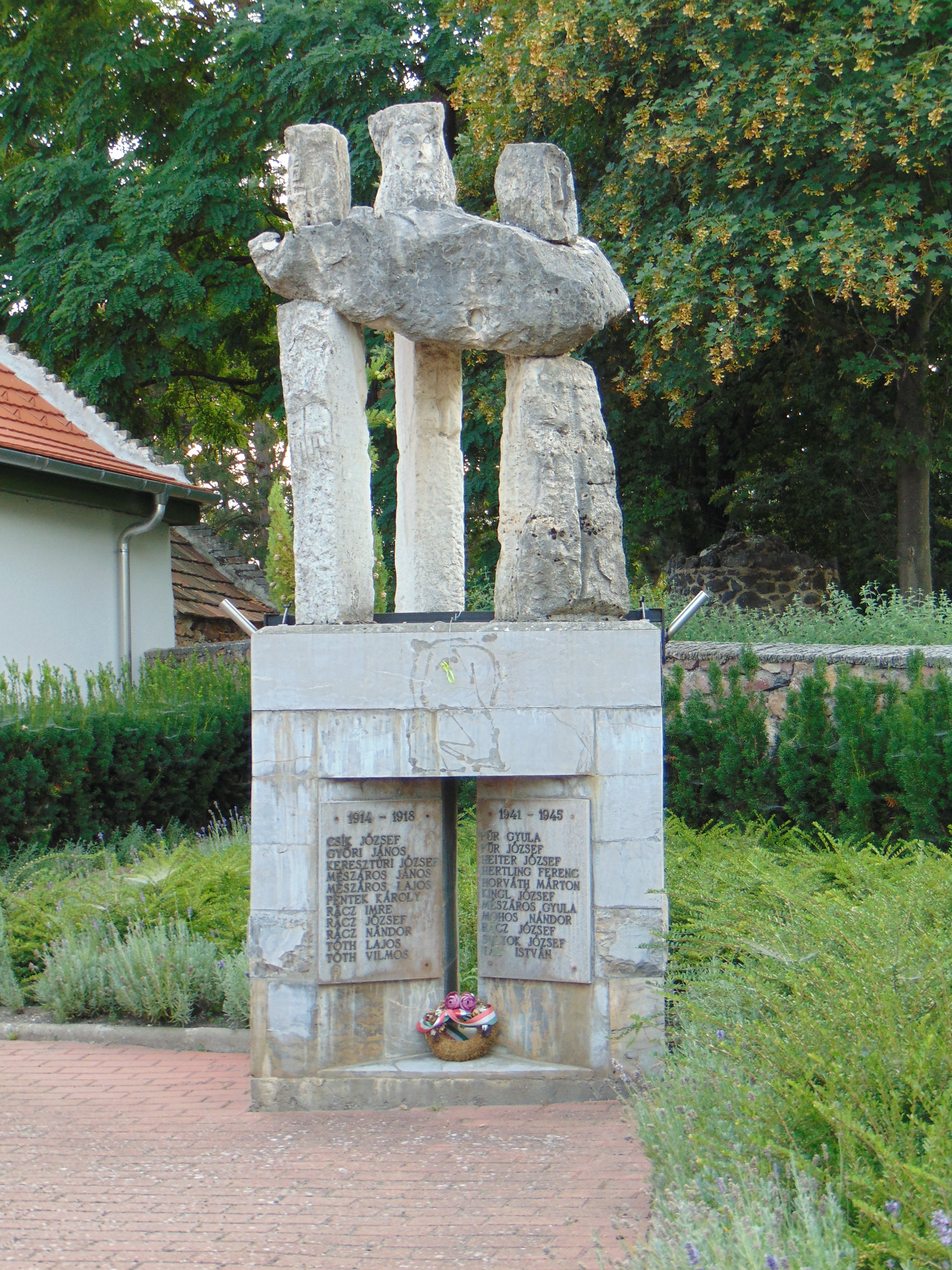
Hősi emlékmű
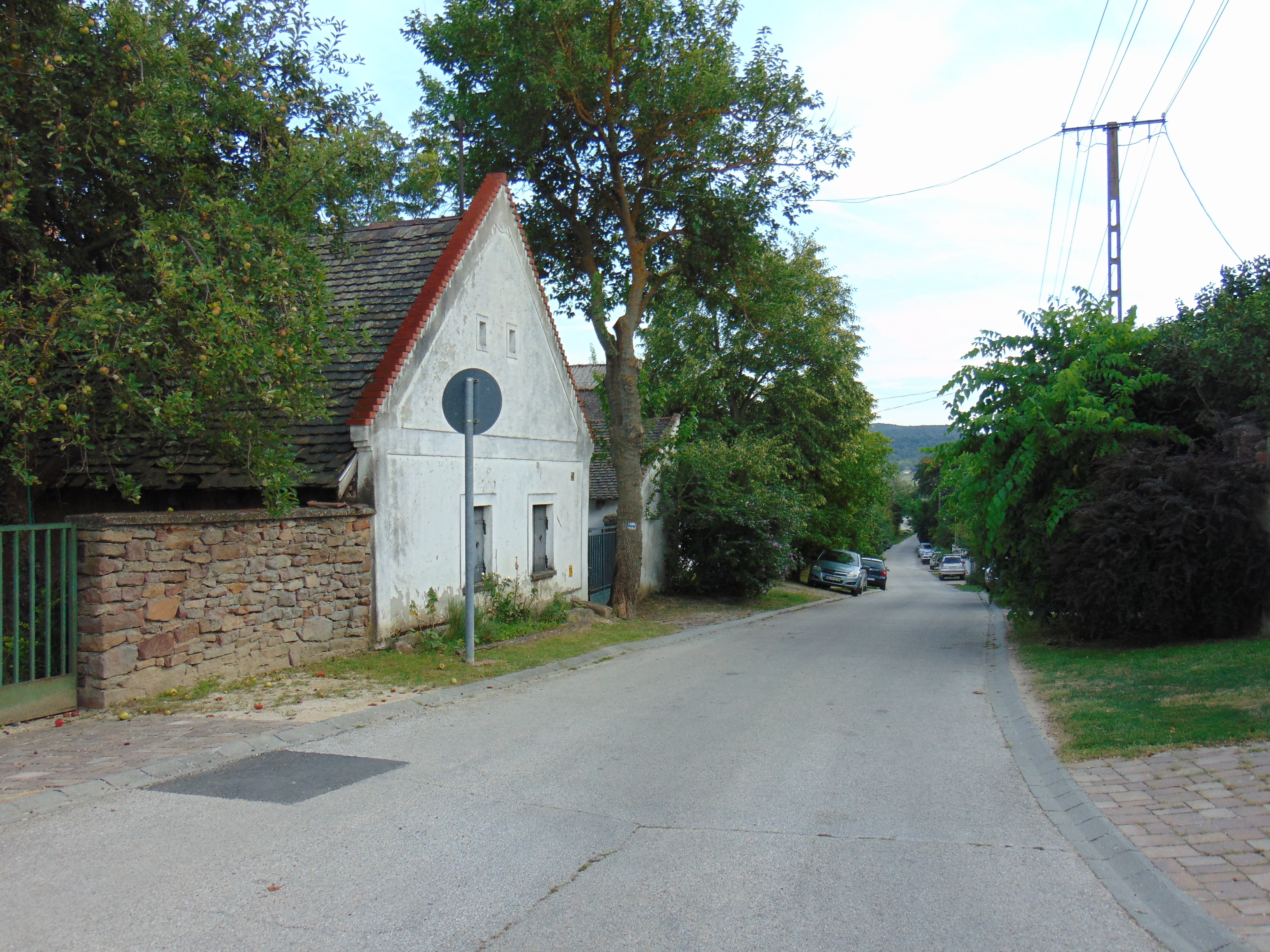
A Fő utca a központ felől délnyugati irányba nézve